# 愛媛県小学校一覧
愛媛県小学校一覧（えひめけんしょうがっこういちらん）は、愛媛県の小学校の一覧。

## 国立小学校
- 愛媛大学教育学部附属小学校

## 公立小学校

### 四国中央市
- 四国中央市立川之江小学校
- 四国中央市立金生第一小学校
- 四国中央市立金生第二小学校
- 四国中央市立上分小学校
- 四国中央市立南小学校
- 四国中央市立川滝小学校
- 四国中央市立妻鳥小学校
- 四国中央市立松柏小学校
- 四国中央市立三島小学校
- 四国中央市立中曽根小学校
- 四国中央市立中之庄小学校
- 四国中央市立寒川小学校
- 四国中央市立豊岡小学校
- 四国中央市立新宮小中学校

（小中一貫教育校）
- 四国中央市立長津小学校
- 四国中央市立小富士小学校
- 四国中央市立北小学校
- 四国中央市立土居小学校
- 四国中央市立関川小学校

### 新居浜市
- 新居浜市立別子小学校

（新居浜市立別子中学校との小中一貫教育校）
- 新居浜市立新居浜小学校
- 新居浜市立宮西小学校
- 新居浜市立金子小学校
- 新居浜市立金栄小学校
- 新居浜市立高津小学校
- 新居浜市立浮島小学校
- 新居浜市立惣開小学校
- 新居浜市立垣生小学校
- 新居浜市立神郷小学校
- 新居浜市立多喜浜小学校
- 新居浜市立泉川小学校
- 新居浜市立船木小学校
- 新居浜市立中萩小学校
- 新居浜市立大生院小学校
- 新居浜市立角野小学校

### 西条市
- 西条市立西条小学校
- 西条市立神拝小学校
- 西条市立大町小学校
- 西条市立玉津小学校
- 西条市立飯岡小学校
- 西条市立神戸小学校
- 西条市立橘小学校
- 西条市立禎瑞小学校
- 西条市立氷見小学校
- 西条市立小松小学校
- 西条市立石根小学校
- 西条市立壬生川小学校
- 西条市立周布小学校
- 西条市立吉井小学校
- 西条市立多賀小学校
- 西条市立国安小学校
- 西条市立吉岡小学校
- 西条市立三芳小学校
- 西条市立楠河小学校
- 西条市立庄内小学校
- 西条市立丹原小学校
- 西条市立徳田小学校
- 西条市立田滝小学校
- 西条市立田野小学校
- 西条市立中川小学校

### 今治市
- 今治市立吹揚小学校
- 今治市立別宮小学校
- 今治市立常盤小学校
- 今治市立近見小学校
- 今治市立立花小学校
- 今治市立桜井小学校
- 今治市立鳥生小学校
- 今治市立富田小学校
- 今治市立清水小学校
- 今治市立日高小学校
- 今治市立乃万小学校
- 今治市立波止浜小学校
- 今治市立朝倉小学校
- 今治市立鴨部小学校
- 今治市立九和小学校
- 今治市立波方小学校
- 今治市立大西小学校
- 今治市立亀岡小学校
- 今治市立菊間小学校
- 今治市立宮窪小学校
- 今治市立伯方小学校
- 今治市立上浦小学校
- 今治市立岡村小学校
- 今治市立吉海小学校
- 今治市立国分小学校
- 今治市立大三島小学校

### 越智郡
- 上島町立魚島小学校
- 上島町立弓削小学校
- 上島町立生名小学校
- 上島町立岩城小学校

### 松山市
- 松山市立番町小学校
- 松山市立味酒小学校
- 松山市立八坂小学校
- 松山市立東雲小学校
- 松山市立新玉小学校
- 松山市立清水小学校
- 松山市立雄郡小学校
- 松山市立素鵞小学校
- 松山市立堀江小学校
- 松山市立潮見小学校
- 松山市立久枝小学校
- 松山市立和気小学校
- 松山市立三津浜小学校
- 松山市立宮前小学校
- 松山市立高浜小学校
- 松山市立味生小学校
- 松山市立桑原小学校
- 松山市立生石小学校
- 松山市立垣生小学校
- 松山市立道後小学校
- 松山市立湯築小学校
- 松山市立興居島小中学校

（小中一貫教育校）
- 松山市立余土小学校
- 松山市立湯山小学校
- 松山市立日浦小中学
- 松山市立伊台小学校
- 松山市立五明小学校
- 松山市立久米小学校
- 松山市立浮穴小学校
- 松山市立小野小学校
- 松山市立石井小学校
- 松山市立荏原小学校
- 松山市立坂本小学校
- 松山市立たちばな小学校
- 松山市立椿小学校
- 松山市立石井東小学校
- 松山市立北久米小学校
- 松山市立味生第二小学校
- 松山市立石井北小学校
- 松山市立さくら小学校
- 松山市立みどり小学校
- 松山市立福音小学校
- 松山市立双葉小学校
- 松山市立窪田小学校
- 松山市立姫山小学校
- 松山市立浅海小学校
- 松山市立難波小学校
- 松山市立立岩小学校
- 松山市立正岡小学校
- 松山市立北条小学校
- 松山市立河野小学校
- 松山市立粟井小学校
- 松山市立中島小学校
- 松山市立怒和小学校
- 松山市立津和地小学校

### 伊予市
- 伊予市立南山崎小学校
- 伊予市立北山崎小学校
- 伊予市立郡中小学校
- 伊予市立伊予小学校
- 伊予市立中山小学校
- 伊予市立佐礼谷小学校
- 伊予市立下灘小学校
- 伊予市立由並小学校
- 伊予市立翠小学校

### 東温市
- 東温市立北吉井小学校
- 東温市立南吉井小学校
- 東温市立拝志小学校
- 東温市立上林小学校
- 東温市立川上小学校
- 東温市立東谷小学校
- 東温市立西谷小学校

### 上浮穴郡
- 久万高原町立明神小学校
- 久万高原町立久万小学校
- 久万高原町立畑野川小学校
- 久万高原町立直瀬小学校
- 久万高原町立父二峰小学校
- 久万高原町立面河小学校
- 久万高原町立仕七川小学校
- 久万高原町立美川小学校
- 久万高原町立柳谷小学校

### 伊予郡
- 松前町立北伊予小学校
- 松前町立岡田小学校
- 松前町立松前小学校
- 砥部町立麻生小学校
- 砥部町立宮内小学校
- 砥部町立砥部小学校
- 砥部町立広田小学校

### 宇和島市
- 宇和島市立三浦小学校
- 宇和島市立高光小学校
- 宇和島市立明倫小学校
- 宇和島市立宇和津小学校
- 宇和島市立鶴島小学校
- 宇和島市立和霊小学校
- 宇和島市立住吉小学校
- 宇和島市立天神小学校
- 宇和島市立番城小学校
- 宇和島市立蒋渕小学校
- 宇和島市立吉田小学校
- 宇和島市立成妙小学校
- 宇和島市立三間小学校
- 宇和島市立二名小学校
- 宇和島市立清満小学校
- 宇和島市立御槙小学校
- 宇和島市立岩松小学校
- 宇和島市立竹ケ島小学校
- 宇和島市立畑地小学校
- 宇和島市立下灘小学校
- 宇和島市立北灘小学校
- 宇和島市立戸島小学校
- 宇和島市立嘉島小学校
- 宇和島市立日振島小学校
- 宇和島市立遊子小学校

### 八幡浜市
- 八幡浜市立松蔭小学校
- 八幡浜市立白浜小学校
- 八幡浜市立江戸岡小学校
- 八幡浜市立神山小学校
- 八幡浜市立千丈小学校
- 八幡浜市立日土小学校
- 八幡浜市立真穴小学校
- 八幡浜市立川上小学校
- 八幡浜市立双岩小学校
- 八幡浜市立喜須来小学校
- 八幡浜市立川之石小学校
- 八幡浜市立宮内小学校

### 大洲市
- 大洲市立大洲小学校
- 大洲市立喜多小学校
- 大洲市立平小学校
- 大洲市立久米小学校
- 大洲市立平野小学校

（小中一貫教育校）
- 大洲市立菅田小学校
- 大洲市立新谷小学校
- 大洲市立三善小学校
- 大洲市立粟津小学校
- 大洲市立長浜小学校
- 大洲市立肱川小学校
- 大洲市立河辺小学校

### 西予市
- 西予市立三瓶小学校
- 西予市立明浜小学校
- 西予市立多田小学校
- 西予市立中川小学校
- 西予市立石城小学校
- 西予市立宇和町小学校
- 西予市立皆田小学校
- 西予市立田之筋小学校
- 西予市立野村小学校
- 西予市立大野ヶ原小学校
- 西予市立惣川小学校
- 西予市立城川小学校

### 喜多郡
- 内子町立内子小学校
- 内子町立大瀬小学校
- 内子町立立川小学校
- 内子町立石畳小学校
- 内子町立天神小学校
- 内子町立五十崎小学校
- 内子町立小田小学校

### 西宇和郡
- 伊方町立伊方小学校
- 伊方町立九町小学校
- 伊方町立三机小学校
- 伊方町立大久小学校
- 伊方町立三崎小学校

### 北宇和郡
- 松野町立松野東小学校
- 松野町立松野西小学校
- 鬼北町立好藤小学校
- 鬼北町立愛治小学校
- 鬼北町立三島小学校
- 鬼北町立泉小学校
- 鬼北町立近永小学校
- 鬼北町立日吉小中学校

（小中一貫教育校）

### 南宇和郡

#### 町立
- 愛南町立家串小学校
- 愛南町立柏小学校
- 愛南町立平城小学校
- 愛南町立城辺小学校
- 愛南町立緑小学校
- 愛南町立一本松小学校
- 愛南町立福浦小学校
- 愛南町立船越小学校

#### 組合立
- 高知県宿毛市愛媛県南宇和郡愛南町篠山小中学校組合立篠山小学校（小中一貫教育校）